# Тополь
То́поль (лат. Pópulus) — род двудомных (редко однодомных) листопадных быстрорастущих деревьев семейства Ивовые (Salicaceae).
Лес с преобладанием тополей называют тополёвником.

## Название
Русское слово «тополь» происходит от др.-рус. тополя, а то, в свою очередь, от праслав. *topolь (откуда также церк.-слав. тополь (ж. р), укр. топо́ля, бел. таполя, болг. топо́ла, сербохорв. топо̀ла, словен. topóla, чеш. topol, словац. topoľ, пол. topolа, topol, в.-луж. и н.-луж. topoł и даже лит. tãpalas). О происхождении праславянской формы существует несколько гипотез:
- высказывались предположения о раннем заимствовании из лат. pōpulus с последующей диссимиляцией p-p > t-p, однако в тех романских языках, с которыми могли контактировать носители праславянского, засвидетельствована только форма с метатезой *plōp(u)lus (рум. plop, алб. plер, итал. pioppo), из которой невозможно вывести славянскую форму[4];
- возможно, она связана со славянским же словом *topь («топь, болото»), ср. рус. тополь (ж. р.) «болотистое место»[5];
- если лит. tuopa является исконным словом, с ним может быть связано славянское *top-olь, которое в таком случае является продолжением индоевропейской формы (ср. ниже др.-греч. πτελέᾶ).

Родовое название происходит от лат. pōpulus, обозначавшего ещё в античности белый и  чёрный тополя, известна также форма «popplum». Все известные романские и германские формы (англ. poplar < англо-норм. popler < старофр. poplier; нем. Pappel < др.-в.-нем. popel, papilboum, также лит. pẽplė < вост.-прус. pępp(e)l) восходят в конечном счёте к латинскому. Происхождение латинского слова остаётся неясным. Традиционно его связывают с др.-греч. πτελέᾶ «вяз» (ср. эпидаврск. πελέα «то же» и др.-греч. ἀπελλόν), однако их родство плохо объясняется как по фонетическим, так и по семантическим основаниям. Против этого также свидетельствует название тополя, по своему словообразованию похожее на лат. opulus «клён», учитывая сходство по форме пластины листьев белого тополя и итальянского клёна. Предполагается также галльское происхождение названия.
Близость лат. pōpulus к неродственному слову pŏpulus «народ» (отличавшегося гласным первого слога, мужским родом в отличие от женского у «pōpulus» и иным происхождением) ещё с раннего Средневековья порождала народные этимологии, объяснявшие происхождение латинского названия тополя «потому что множество растёт из основания ствола» или как дерево, разводимое возле площадей и мест народных собраний.

## Распространение
Тополя произрастают в умеренных регионах северного полушария (голарктическое распространение), от субтропических районов Китая, где находится центр их происхождения, до бореальной зоны. В Америке распространены на юге до Мексики. Один из самых южных видов — тополь падуболистный (Populus ilicifolia) — произрастает в Восточной Африке.
В России в природе встречается 5 видов тополей: осина (повсеместно), тополь белый (Европейская часть, Западная Сибирь), тополь чёрный (Европейская часть, Западная Сибирь), тополь лавролистный (Западная Сибирь, Восточная Сибирь), тополь душистый (Восточная Сибирь, Дальний Восток). Некоторые исследователи выделяют ещё ряд видов, но общепризнанным является их включение в предыдущие пять в качестве вариаций или без особого статуса. Также в природе встречаются естественные гибриды данных видов тополей в местах пересечения их ареалов. Гибридом осины и тополя белого является тополь сереющий, встречающийся в Европейской части России, внешне очень похожий на тополь белый, хотя и имеющий переходные к осине черты. Гибридом тополя чёрного и тополя лавролистного является тополь иртышский (естественная форма искусственно полученного тополя берлинского). Существуют также естественные гибриды тополя лавролистного и тополя душистого (естественная форма искусственно полученного тополя московского). Есть мнение, что и некоторые из пяти чистых видов могли когда-то появиться в результате гибридизации. Например, тополь лавролистный, возможно, изначально возник как гибрид тополя чёрного и тополя душистого, а потом приобрёл ещё и дополнительные оригинальные черты.

### Места произрастания и экология
В природе большинство видов произрастает по долинам рек и по хорошо увлажнённым склонам. Осина (Populus tremula) кроме того, поселяется на солонцах и на месте бывших дубовых и еловых лесов. Североамериканский тополь разнолистный (Populus heterophylla) можно встретить на дюнных песках. В культуре тополя успешно растут на любых почвах.

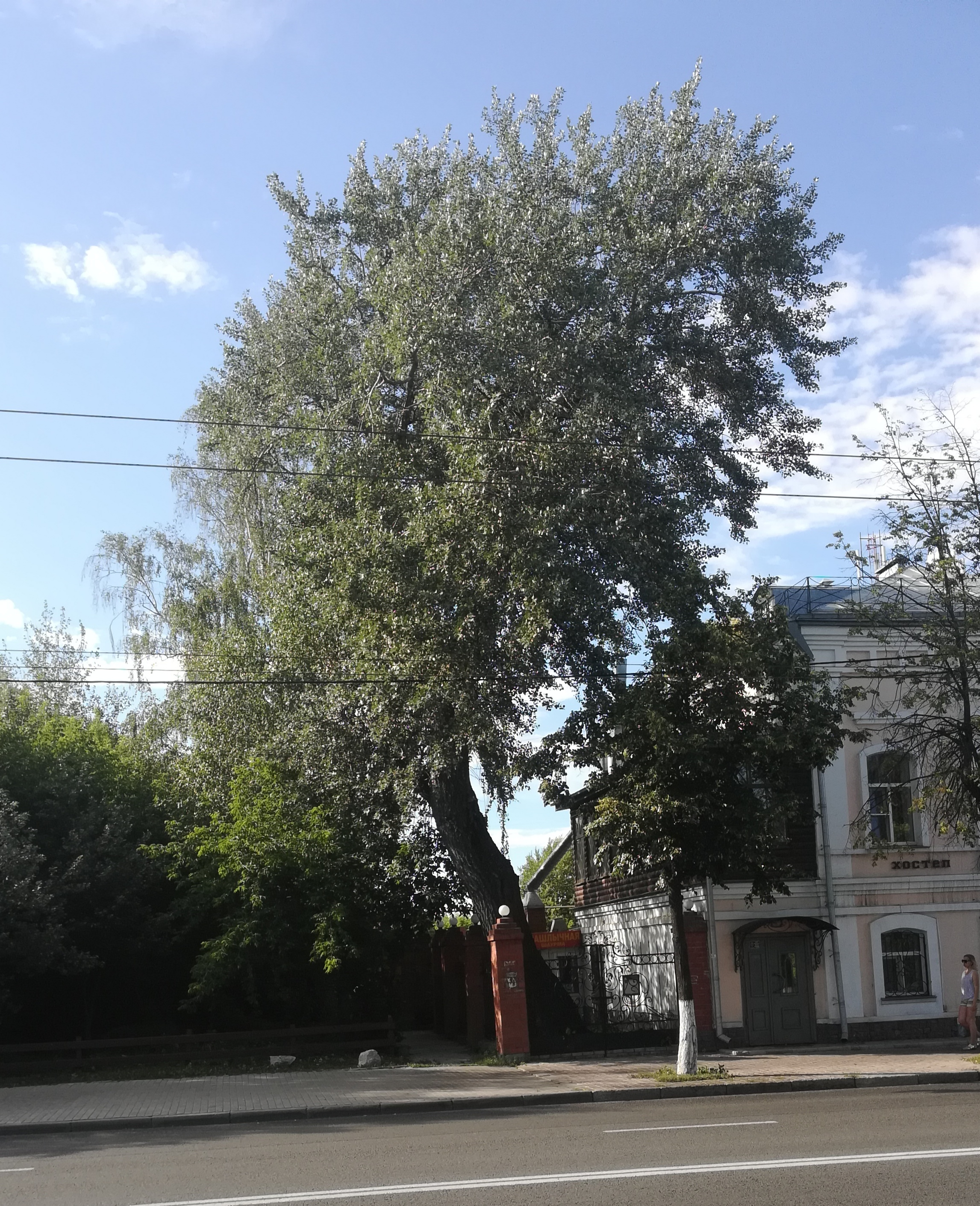
Столетний тополь во Владимире

Тополя требовательны к богатству и аэрации почвы, однако выдерживают заболачивания.
Быстрый рост тополей продолжается до 40—60 лет, после чего замедляется. В природе тополь, как и его ближайшая родственница, ива, может дожить до 80—100 лет. Рекордная продолжительность жизни тополей составляет около 300 лет (например, у тополя чёрного). Тополя, растущие в связи с условиями произрастания медленно в первые годы, образуют более плотные внутренние годичные кольца и более устойчивы к сердцевинной гнили, которая является одной из основных причин невысокой продолжительности жизни деревьев данного вида.

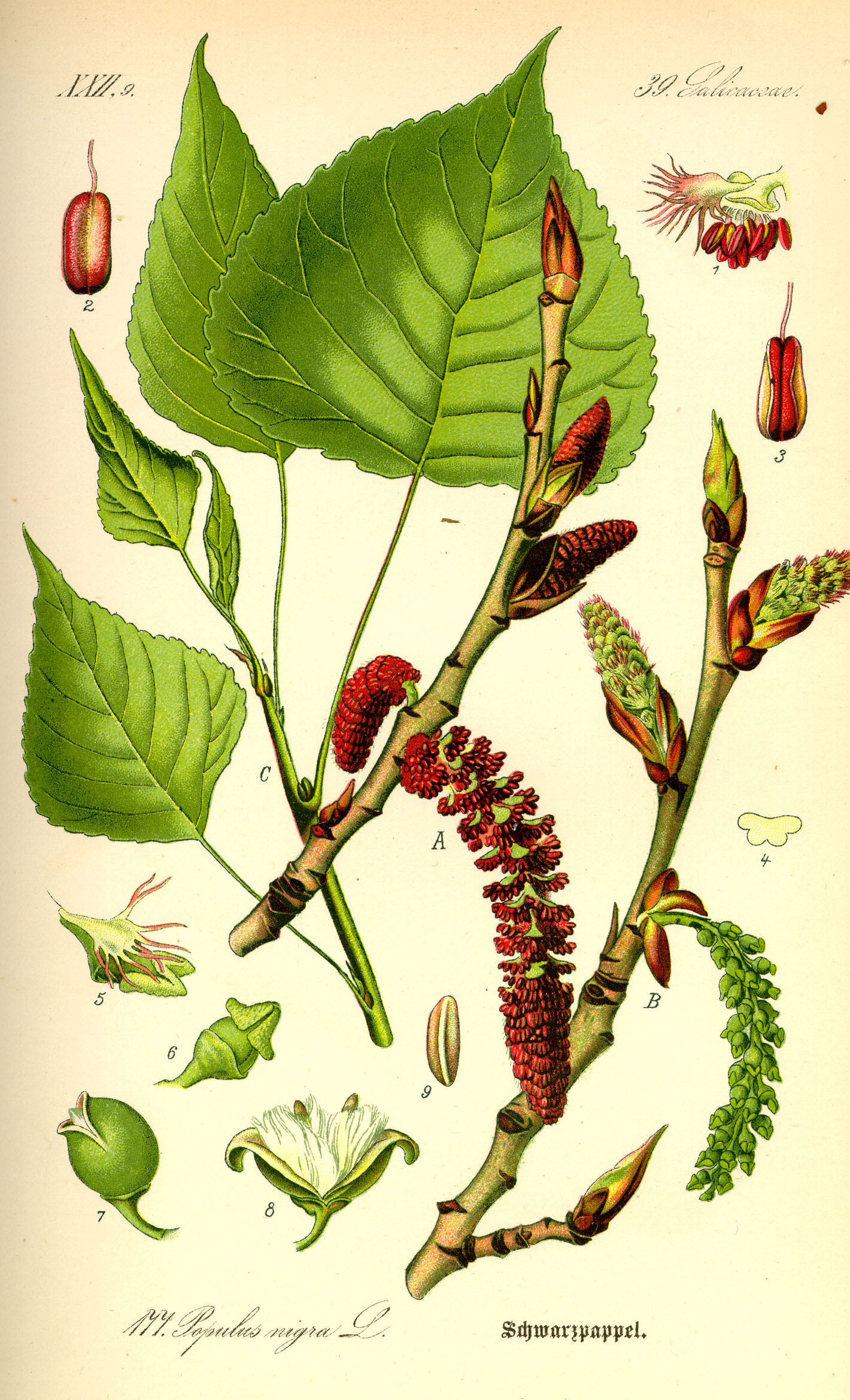
Тополь чёрный (Populus nigra).

## Ботаническое описание
Крупные деревья высотой 40—45 м (до 60 м) и диаметром ствола более 1 метра. Крона шатровидная, яйцевидная, яйцевидно-пирамидальная или пирамидальная. Кора ствола трещиноватая, буровато-серая или тёмно-серая; ветвей — гладкая, серая или оливково-серая.
Корневая система сильная, но большей частью поверхностная, уходящая далеко за пределы проекции кроны.
Почки удлинённые, покрыты несколькими чешуйками, зачастую заострённые, бывают смолистые и душистые.
Листья черешковые, очерёдные, голые или опушенные.
Форма листовой пластинки варьируется, может быть: дельтовидной, сердцевидной, овальной, ланцетовидной, заостренной или другой, размер и форма листа зависит от побега, на котором находится, и от положения на этом побеге, жилкование сетчатое.
Края листовой пластинки цельные, зубчатые или пильчатые.
Устьица на листьях парацитные. Черешки бывают разной длины от 0,5 до 11 см, голые или опушенные.
Некоторые виды у пересечения черешка с листовой пластинкой снабжены желёзками..
Растение двудомное, иногда однодомное, цветёт до появления листьев или одновременно с ними; способность плодоносить наступает в 10—12 лет. Цветки собраны в цилиндрические, прямостоячие или повислые соцветия — серёжки (колосовидные кисти), опадающие по отцветанию или выпадению семян. Каждый цветок в серёжке развивается в пазухе пальчато-рассечённого прицветника; выше которого находится так называемый диск, блюдцевидный или бокаловидный в пестичном и пластинчатый в тычиночном цветках. Завязь одиночная, с 2—4 сидячими лопастными рыльцами. Тычинок от 3 до 60, с короткой нитью и двугнездным пыльником. Очень редко попадаются обоеполые цветки.

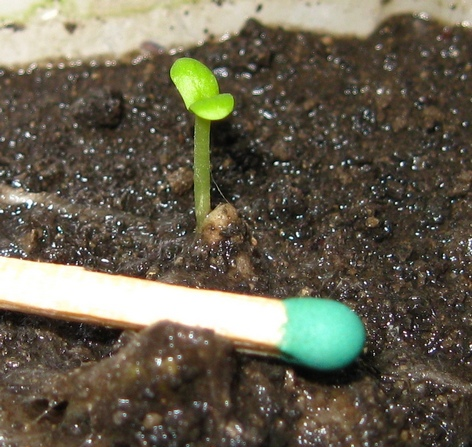
Тополь, пророщённый из семечка

Плод — коробочка, раскрывающаяся 2—4 створками. Семена мелкие, продолговатые или продолговато-яйцевидные, чёрные или чёрно-бурые, длиной 1—3 мм, при основании имеют пучок многочисленных тонких шелковистых волосков («тополиный пух»). В 1 г более 1000 семян.

## Хозяйственное значение и применение

### Древесина и другое сырьё

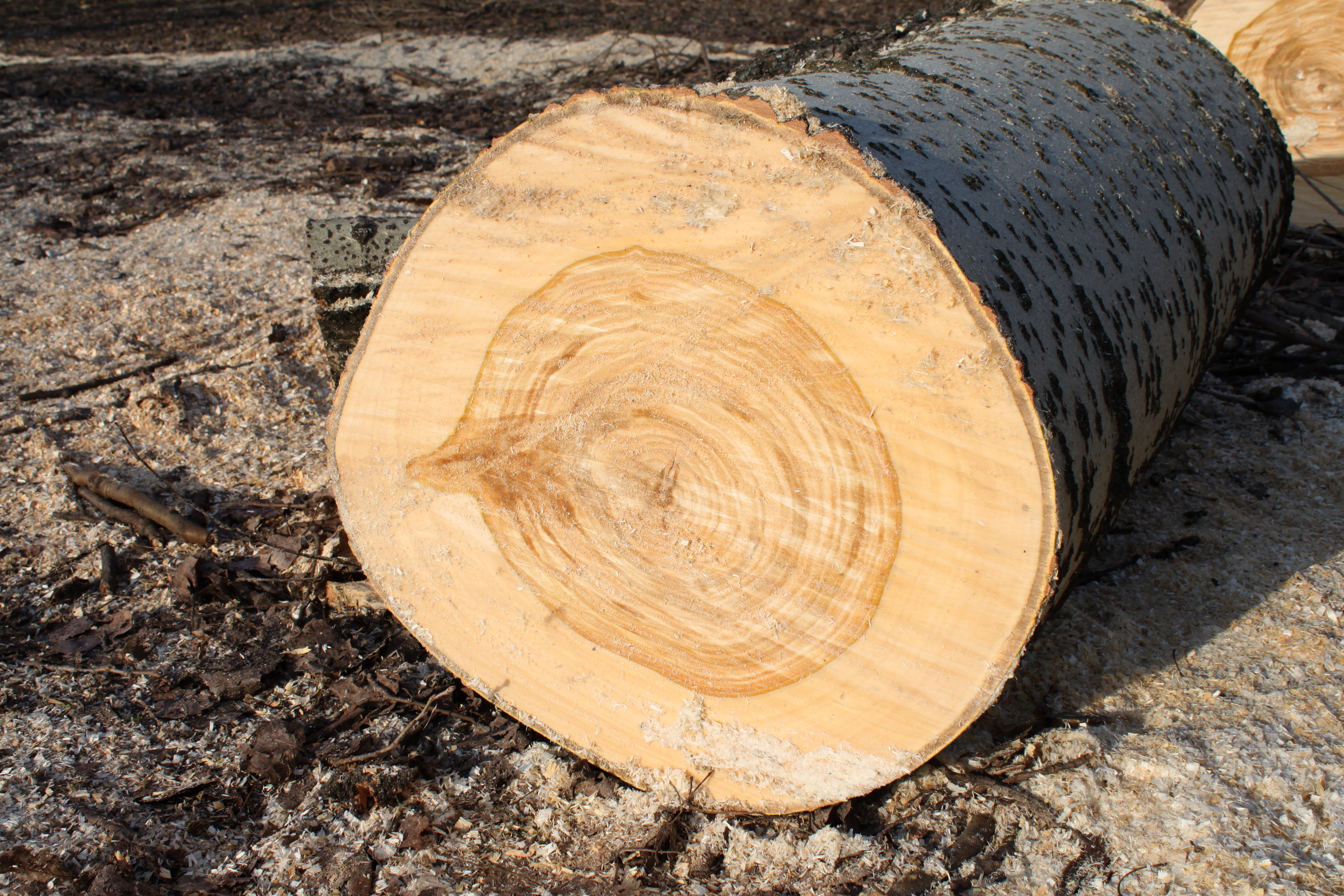
Древесина тополя белого

Тополь является одной из древесных пород, составляющих леса Северного полушария, и служит важным источником сырья для получения древесины и пиломатериалов, из которых изготавливают фанеру, древесностружечные плиты, спички, целлюлозу и многое другое. Кора тополей содержит таниновую кислоту, которую используют для дубления кож. Из почек некоторых видов тополей получают душистый бальзам, применяемый в медицинских целях.
Тополь относится к мягколиственным породам, древесина у тополей лёгкая, белая, мягкая, хорошо обрабатывается и используется очень широко в технических целях: как сырьё для получения бумаги и искусственного шёлка, изготовления спичечной соломки, фанеры, простой мебели, тары, долблёных лодок и многих других изделий. 
Древесина идёт также на дрова и древесный уголь низкого качества, так как теплотворность дров тополя в 1,5 раза меньше теплотворности, например, берёзовых дров. В южных, малолесных районах древесина идёт на строительство зданий. Древесина тополя длительное время использовалась также при постройке железных дорог в качестве шпал.
Из почек получают фиолетовую краску, из листьев — жёлтую.
Побеги с листьями служат веточным кормом для скота.
В связи со сравнительно быстрым ростом и образованием биомассы тополь наряду с ивой используется в качестве регенеративного источника энергии для производства горючего (этанол) и получения тепла (сжигание). Исследования показали, что ещё больше ускорять рост тополей способны некоторые виды эндофитов.
Разные виды тополя (особенно Тополь чёрный) во время цветения дают медоносным пчёлам пыльцу-обножку.

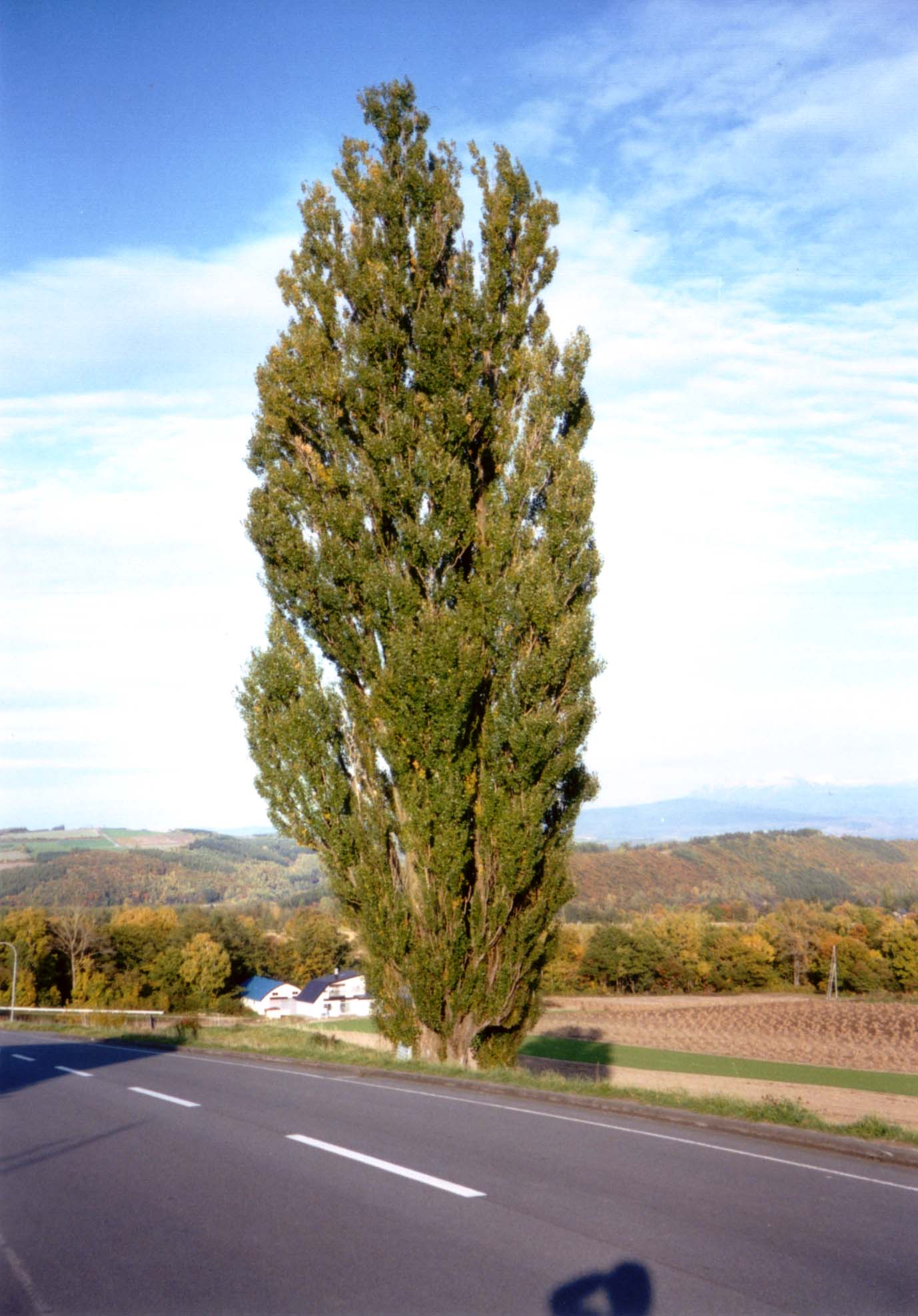
Дерево «Ken and Merry» в окрестностях японского посёлка Биэй на острове Хоккайдо

### Использование в озеленении и лесоразведении
Тополя часто используются в озеленении городов. В городах Средней полосы России и близлежащих регионов чаще всего можно встретить тополя гибридного происхождения, из которых наиболее распространён тополь сибирский (гибрид тополя лавролистного, тополя душистого и тополя чёрного; по другой версии — гибрид тополя бальзамического и тополя чёрного). При этом его часто ошибочно называют тополем бальзамическим, который на самом деле в городах России не очень распространён. Бо́льшая часть гибридов частично или целиком задействует тополя бальзамической секции, но есть и распространённые гибриды из чисто дельтовидной секции, например, тополь канадский (гибрид тополя чёрного и тополя дельтовидного). Также используются гибриды и из секции белых тополей, в первую очередь тополь сереющий (естественный гибрид осины и тополя белого, а также выведенные формы). При этом чистые природные российские виды (осина, тополь белый, тополь чёрный, тополь лавролистный, тополь душистый) встречаются на улицах городов Средней полосы довольно редко.
Особое место в озеленении занимают пирамидальные формы тополей, из которых наиболее известен тополь чёрный пирамидальный (тополь итальянский и его гибриды с обычным тополем чёрным). Особенно часто он используется в озеленении южных регионов. В Средней полосе и других холодных регионах встречается гораздо реже. Также широко известны тополь белый пирамидальный (тополь Болле и его гибриды с обычным тополем белым) и тополь сереющий пирамидальный (где под тополем сереющим понимаются все гибриды осины и тополя белого), которые внешне весьма схожи друг с другом, но последний отличается большей морозостойкостью и имеет ряд выведенных форм разной «степени пирамидальности», подходящих для выращивания в холодных регионах.

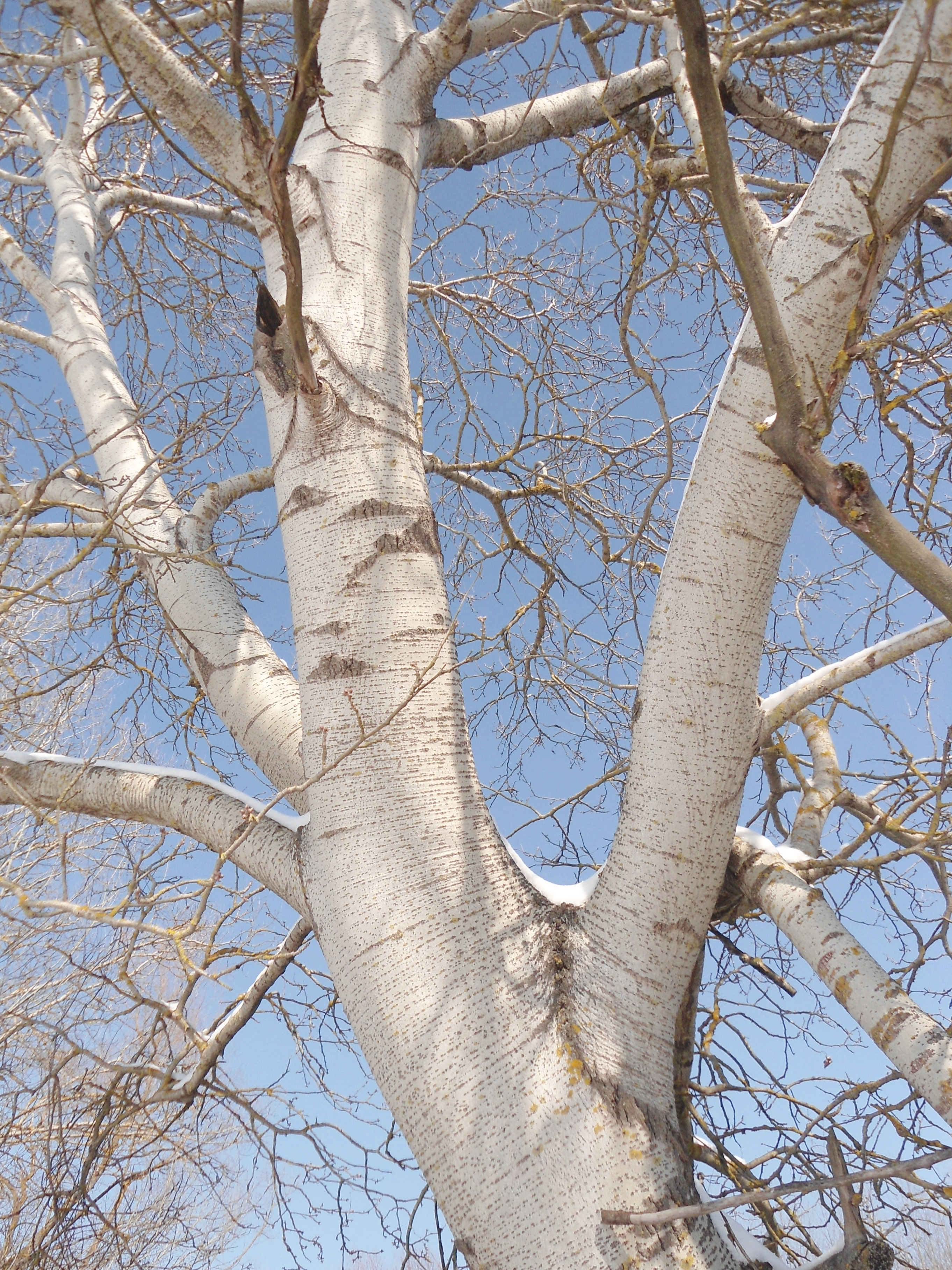
Ветви тополя белого зимой

Летом тополя декоративны сочной зелёной либо серебристой (тополь белый) листвой и раскидистой либо пирамидальной кроной. Зимой хорошо заметны относительно вертикальные положения стволов тополей и отходящие от них под углом вверх мощные прямые ветви. Некоторые тополя декоративны также своей корой, например, тополь белый имеет светло-серую кору с чёрными поперечными отметинами, издали напоминающую немного затемнённую кору берёзы, а осина и её родственники — серую однородную кору.

### Достоинства
Тополя быстро растут, выделяют много кислорода и очищают воздух от пыли своей листвой и пухом. Тополя отлично поддаются формировке благодаря способности быстро восстанавливаться даже при очень сильной обрезке. Но при неправильной или несвоевременной обработке спилов или естественных повреждений древесины дерево могут поразить различные виды дереворазрушающих грибов, к которым тополя имеют не очень высокую сопротивляемость, особенно в солидном возрасте и при не очень благоприятных условиях произрастания. Тополя в большинстве своём морозостойки, довольно устойчивы к засухе (хотя любят влажные почвы), затоплению, загрязнению воздуха. Они светолюбивы, но способны расти и в полутени. В целом тополя являются одними из наиболее подходящих деревьев для озеленения городов, из-за чего они и получили там широкое распространение.
Помимо городов тополя также часто используются в лесополосах и других лесопосадках. За вегетационный период 15-летний тополь испаряет 82 м³ воды, что позволяет использовать его в агролесомелиорации.

### Недостатки
Сам по себе тополиный пух не является аллергеном, но является аллергенным аккумулятором пыльцы других растений, которую пух вместе с упомянутым загрязнением воздуха собирает из воздуха — то есть по сути мультиаллергеном. Мощная корневая система тополя угрожает городской инфраструктуре — мостовым, тротуарам, канализации, фундаментам и подземной части сооружений в местах произрастания тополя. Спил тополя является наиболее трудоёмким и затратным по средствам среди других деревьев — так, спил одного взрослого тополя в США в среднем стоит от полутора до двух тысяч долларов.

## Классификация

### Таксономия
- Populus L., 1753, Sp. Pl. : 1032

Род Тополь включается в семейство Ивовые (Salicaceae) порядка Мальпигиецветные (Malpighiales), последовательно входящего в более крупные клады Фабиды → Розиды → Суперрозиды → Эвдикоты → Цветковые растения. Таксономическая схема в соответствии с Системой APG IV по состоянию на июнь 2024 года:
|  |                          |  |                                   |                                   |                  |  | еще 35 семейств |              |              |                                                             |
|  |                          |  |                                   |                                   |                  |  |                 |              |              | 101 подтвержденный вид и 240 видов, ожидающих подтверждения |
|  |                          |  |                                   | порядок Горечавкоцветные          |                  |  |                 |              | род Тополь   |                                                             |
|  |                          |  |                                   | порядок Горечавкоцветные          |                  |  |                 |              | род Тополь   |                                                             |
|  | клада Цветковые растения |  |                                   |                                   | семейство Ивовые |  |                 |              |              |                                                             |
|  | клада Цветковые растения |  |                                   |                                   |                  |  |                 |              |              |                                                             |
|  |                          |  | ещё 63 порядка цветковых растений | ещё 63 порядка цветковых растений |                  |  |                 | еще 55 родов | еще 55 родов |                                                             |
|  |                          |  |                                   | ещё 63 порядка цветковых растений |                  |  |                 |              | еще 55 родов |                                                             |

### Синонимы
- Aigiros Raf.
- Balsamiflua Griff.
- Leuce Opiz
- Monilistus Raf.
- Octima Raf.
- Tremula Dumort.
- Tsavo Jarmolenko
- Turanga (Bunge) Kimura

### Виды
Некоторыми систематиками в составе рода выделяются 6 секциий. Часть видов с разделением по секциям:
Секция Populus [syn.  Leuce Duby] (Осины)
Наиболее распространённая группа. В отличие от других представителей рода тополь почки и листья не выделяют клейкого вещества, черешки длинные, из-за чего у всех осин даже при слабом ветре начинают «дрожать» листья. Содержит вид осина (Populus tremula) и группу белые тополя. Близки к осинам. Отличительная особенность — пальчатолопастная форма листьев порослевых побегов и плотное снежно-белое опушение нижней стороны этих листьев.
- Populus adenopoda Maxim. — Китайская осина[32]
- Populus alba L. — Тополь серебристый, или Тополь белый
- Populus grandidentata Michx. — Тополь крупнозубчатый
- Populus ningshanica Z.Wang & S.L.Tung
- Populus qiongdaoensis T.Hong & P.Luo
- Populus sieboldi Miq. — Осина Зибольда, или Осина японская
- Populus tomentosa Carrière
- Populus tremula L. — Тополь дрожащий, или Осина[33], Осина обыкновенная[34][31], Осина евросибирская[34][31], Осина европейская[31]
- Populus tremuloides Michx. — Тополь осинообразный, или Осина американская[31]

Секция Tacamahaca Spach (Тополя бальзамические)
Почки и листья наиболее богаты душистой смолой.
- Populus angustifolia E.James — Тополь узколистный
- Populus balsamifera L. — Тополь бальзамический
- Populus cathayana Rehder — Тополь катаяна
- Populus koreana Rehder — Тополь корейский
- Populus laurifolia Ledeb. — Тополь лавролистный
- Populus maximowiczii A.Henry — Тополь Максимовича
- Populus simonii Carriere — Тополь Симона[35][36], или Тополь китайский[36]
- Populus suaveolens Fisch. — Тополь душистый [syn.  Populus ussuriensis Kom. — Тополь уссурийский]
- Populus szechuanica C.K.Schneid. — Тополь сычуаньский
- Populus trichocarpa Torr. & A. Gray ex. Hook. — Тополь волосистоплодный
- Populus tristis Fisch. — Тополь печальный
- Populus yunnanensis Dode — Тополь юнаньский

Секция Aigeiros Duby (Дельтовидные тополя), или Тополя трёхгранные и тополя чёрные. 
От других отличается характерными дельтовидными листьями на длинных, как у осин, черешках. Имеются формы деревьев, имеющие пирамидальную крону, которые разводятся в южных районах России — так называемые пирамидальные тополя.
- Populus deltoides W.Bartram ex Marshall — Тополь дельтовидный
- Populus fremontii S.Watson — Тополь Фремонта
- Populus nigra L. — Тополь чёрный, или Осокорь
- Populus usbekistanica Kom. — Тополь узбекский

Секция Leucoides Spach (Левкоидные тополя, или Крупнолистные тополя)
По-видимому, наиболее древняя группа тополей. Обладают наиболее крупными почками, серёжками и листьями.
- Populus lasiocarpa Oliv. — Тополь китайский, или Тополь шершавоплодный[37]
- Populus heterophylla L. — Тополь разнолистный[35], или Тополь болотный[37]
- Populus wilsonii C.K.Schneid. — Тополь Вильсона[37]

Секция Turanga Bunge (Туранги)
Издалека напоминают осину, но крона более рыхлая. В отличие от всех остальных тополей, ствол у них нарастает не моноподиально, а симподиально, как у ив.
- Populus euphratica Olivier — Тополь евфратский, или Туранга евфратская[34]
- Populus ilicifolia (Engl.) Rouleau — Тополь падуболистный, или Туранга падуболистная[34]
- Populus pruinosa Schrenk — Тополь сизый, или Тополь сизолистный, или Туранга сизолистная[34]

Секция Abaso Eckenwalder (Мексиканские тополя)
Ареал — Мексика. Отличаются малыми размерами всех частей.
- Populus mexicana Wesm. ex DC. — Тополь мексиканский
- Populus guzmanantlensis A.Vázquez & R.Cuevas

Виды вне секций
- Populus ciliata Wall. ex Royle — Тополь реснитчатый
- Populus glauca Haines
- Populus simaroa Rzed.

#### Гибридные виды
- Populus × acuminata Rydb., гибрид тополя узколистного и тополя дельтовидного
- Populus × berolinensis Dippel — Тополь берлинский, гибрид тополя лавролистного и тополя чёрного
- Populus × canadensis Moench — Тополь канадский, гибрид тополя дельтовидного и тополя чёрного
- Populus × canescens (Aiton) Sm. — Тополь сереющий, гибрид тополя белого и осины
- Populus × generosa A. Henry, гибрид тополя волосистоплодного и тополя дельтовидного
- Populus × hastata Dode, гибрид тополя бальзамического и тополя волосистоплодного.
- Populus × jackii Sarg., гибрид тополя дельтовидного и тополя бальзамического
- Populus × moskoviensis R. I. Schrod. — Тополь московский, гибрид тополя душистого и тополя лавролистного
- Populus × petrowskiana R. I. Schrod. ex Regel — Тополь Петровский, гибрид тополя дельтовидного и тополя душистого
- Populus × rasumowskiana (R. I. Schrod. ex Regel) Dippel — Тополь Разумовского, гибрид тополя Вобста и тополя лавролистного
- Populus × sibirica G.V.Krylov & G.V.Grig. ex A.K.Skvortsov — Тополь сибирский,  гибрид тополя бальзамического и тополя чёрного
- Populus × vernirubens A. Henry, гибрид тополя дельтовидного и тополя волосистоплодного
- Populus × woobstii (R. I. Schrod. ex Regel) Dode — Тополь Вобста, гибрид тополя лавролистного и тополя бальзамического

## Сорта
Российский Государственный реестр селекционных достижений за 2022 год включает 9 сортов тополя:
- ПИОНЕР (Populus nigra var. italica x Populus nigra)
- ХОПЕРСКИЙ 1 (Populus × canescens)
- ПРИЯРСКИЙ (Populus × canescens)
- БОЛИД
- ВЕДУГА
- СТЕПНАЯ ЛАДА
- БРИЗ
- БЕЛАР
- СЮРПРИЗ

### Сноски
1. ↑  Сам по себе тополиный пух не является аллергеном — напротив, «аллергия на тополиный пух» на самом деле является аллергией на  пыльцу луговых и злаковых трав, адсорбированных на его поверхности. См. Бобрикова Е. Н. Тополиный пух — не аллерген, а «транспорт». Городская клиническая больница №52 г. Москвы. Дата обращения: 12 ноября 2023. Архивировано 15 мая 2023 года.}}